# 阿爾帕德王朝
阿爾帕德王朝（匈牙利語：Árpád-ház）是9世纪和10世纪匈牙利公国和1000年至1301年匈牙利王国的统治王朝。该王朝以匈牙利大公阿帕德命名，他是征服喀尔巴阡盆地期间匈牙利部落联邦的首领。在895年以前，它被称为图鲁尔王朝。
阿爾帕德王朝建國於895年，終結於1301年安德烈三世去世，死後無嗣。而阿尔帕德家族的最后一位成员、安德鲁的女儿托斯的真福伊丽莎白于1336或1338年去世。传说當時7個馬札爾人部落與3個可薩人部落組合成一個聯盟，之後匈牙利王國逐漸成形。 除馬加什一世外，所有匈牙利国王都是阿尔帕德王朝的同源后裔。

## 匈牙利大公

### 阿爾帕德王朝
- 阿爾莫什 850年－約895年
- 阿尔帕德大公 896年－907年
- 福伊西 947年－955年
- 陶克紹尼 955年－972年
- 盖萨大公 972年－997年
- 伊什特万一世 997年－1000年

貝拉國王的匿名公證人是12世紀末-13世紀初匈牙利國王的公證人和編年史家，可能是貝拉三世。人們對他知之甚少，但他的拉丁化名字以P開頭因為他稱自己為“P. dictus magister”。 

该无名氏以其在1200年左右用中世紀拉丁文寫成的《匈牙利人的事蹟》而聞名。這部作品提供了匈牙利征服喀爾巴阡盆地的最詳細歷史。他試圖解釋幾個匈牙利地名的起源的但是大部分嘗試都沒有現代詞源學的支持。匈牙利编年史记载，這部落和可薩人有關（因他们不信仰猶太教卡拉派所以不与卡拉伊姆人一块生活）。 

匈牙利征戰與遷移

850年，匈牙利部落是“鬆散聯邦”，匈牙利人的神聖統治者是肯德（kende），以及他們的軍事領袖久拉（gyula），是一種二元雙重君主制。
9世纪末，马扎尔人受到中亚突厥游牧民族佩切涅格人的压迫，从第聂伯河流域开始大举向喀尔巴阡山脉迁徙。
896年，当时的马扎尔人领袖阿尔帕德领导部族从南俄草原迁徙至潘诺尼亚，驻扎于多瑙河中游蒂萨河流域一带。从阿尔帕德统治时期开始，马扎尔人对欧洲发动一系列毁灭性的侵袭。
898年-910年，馬扎爾人入侵并洗劫了伦巴第（意大利）；900年再度向義大利发动袭击。此后又先后劫掠巴伐利亚（900年），克恩滕（901年），大摩拉维亚（902年），義大利（904年）及萨克森（906年）。
900年，馬扎爾人入侵歐州，馬扎爾軍隊蹂躪巴伐利亞，另一隊馬扎爾人被巴伐利亞藩侯利奧波德和帕紹的利克爾主教所擊敗。
901年，馬扎爾人摧毀了克恩頓公國。
904年，庫爾桑在一次突襲中去世後，該職位由久拉·阿爾帕德（gyula Árpád）接管，為匈牙利建立了一個單一君主制。
906年，阿尔帕德征服了大摩拉維亞公國。
907年，匈牙利人繼續攻打東法蘭克王國，普萊斯堡之戰中，面對馬扎爾軍，條頓人一敗塗地，巴伐利亞統帥利奧波丁也以身殉國。
907年-947年，阿尔帕德大公死後，匈牙利由若干部落领袖领导，其中著名的有：塔尔霍斯、列文特、佐尔塔，馬扎爾人继续劫掠拜占庭和德意志。
908年，匈牙利軍隊入侵圖林根並在艾森納赫取得勝利，殺死了共治公爵伯查德和埃吉諾，以及維爾茨堡主教魯道夫一世。
909年，匈牙利軍隊入侵巴伐利亞，但被巴伐利亚公爵阿努尔夫擊敗在Pocking附近的一場小型戰鬥中，最終巴伐利亚公爵阿努尔夫與匈牙利人停戰，巴伐利亞人向匈牙利人借道以入侵其他部落公國，作為交換匈牙利人不再襲擊巴伐利亞。
910年，第一次萊希菲爾德之戰匈牙利軍隊擊敗童子路易的聯軍，戰爭中殺死了洛塔林吉亞公爵布哈德，之後掠奪燒毀了日耳曼及德意志領土，之後沒有人再次試圖與之對抗，所有部隊撤退到有圍牆的城鎮和城堡，等待他們返回匈牙利。在凱旋的路上，匈牙利人掠奪了雷根斯堡的周邊地區，燒毀了阿爾泰奇和奧斯特霍芬。在殲滅了德意志地區大部分的軍事力量後。施瓦本公國、巴伐利亞公國、薩克森公國、洛塔林吉亞公國和弗蘭肯公國，同意向匈牙利人進貢。
950年，開始定居在五河流域，當時東部更適合游牧生活方式，之後才往西部移動。
955年，神圣罗马帝国皇帝奥托一世在位於奧格斯堡南部的萊希河衝擊平原，萊希菲爾德的第二次萊希菲爾德之戰將福伊西治下的馬札爾聯軍徹底擊敗，之後阿尔帕德匈牙利王国停止了西進策略，開始改革政體建立匈牙利國家的雛形。

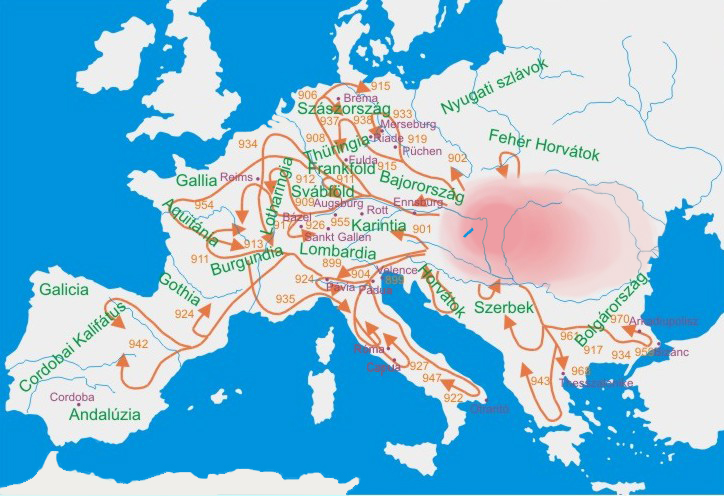
匈牙利人入侵圖
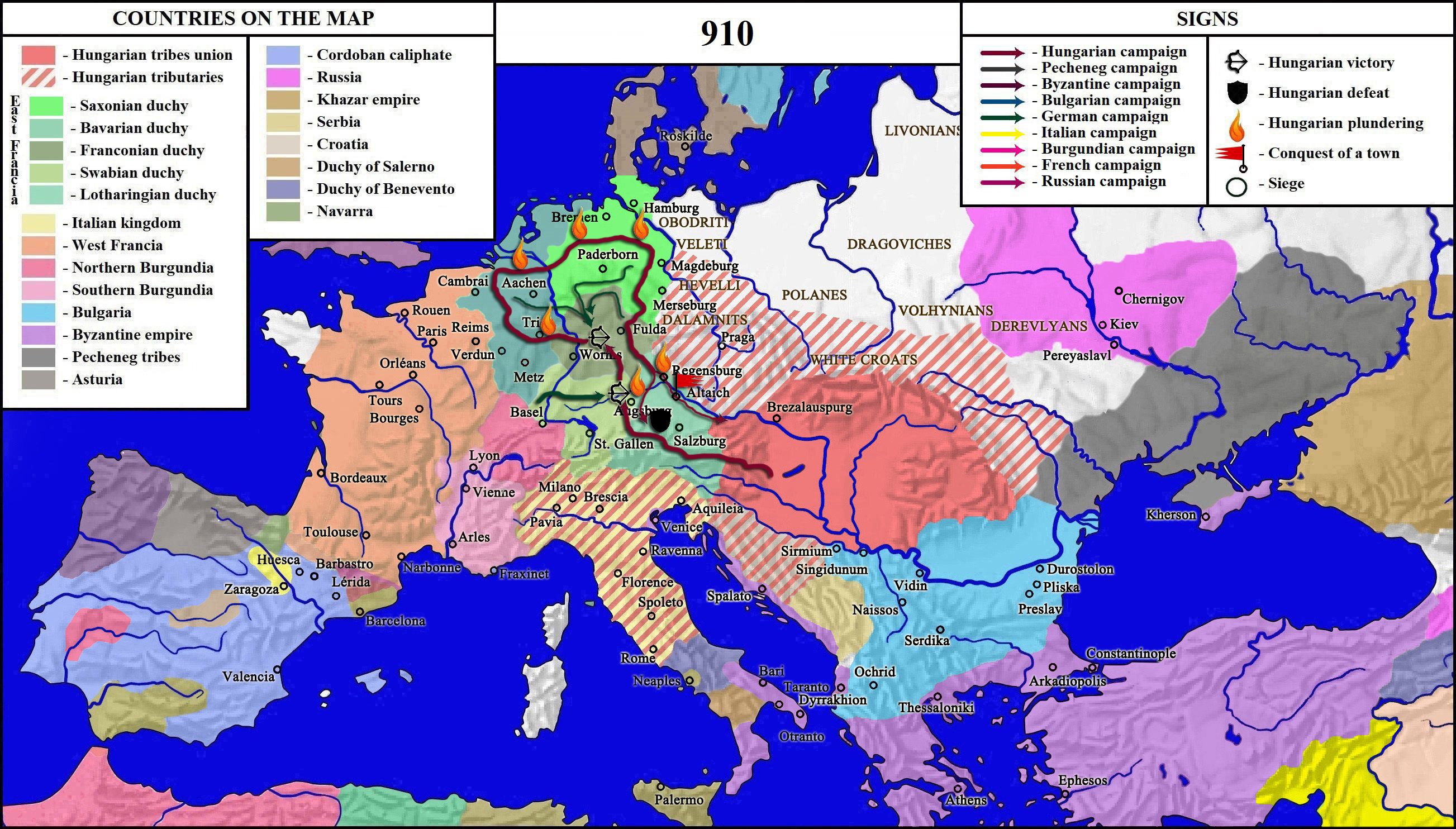
910年的入侵
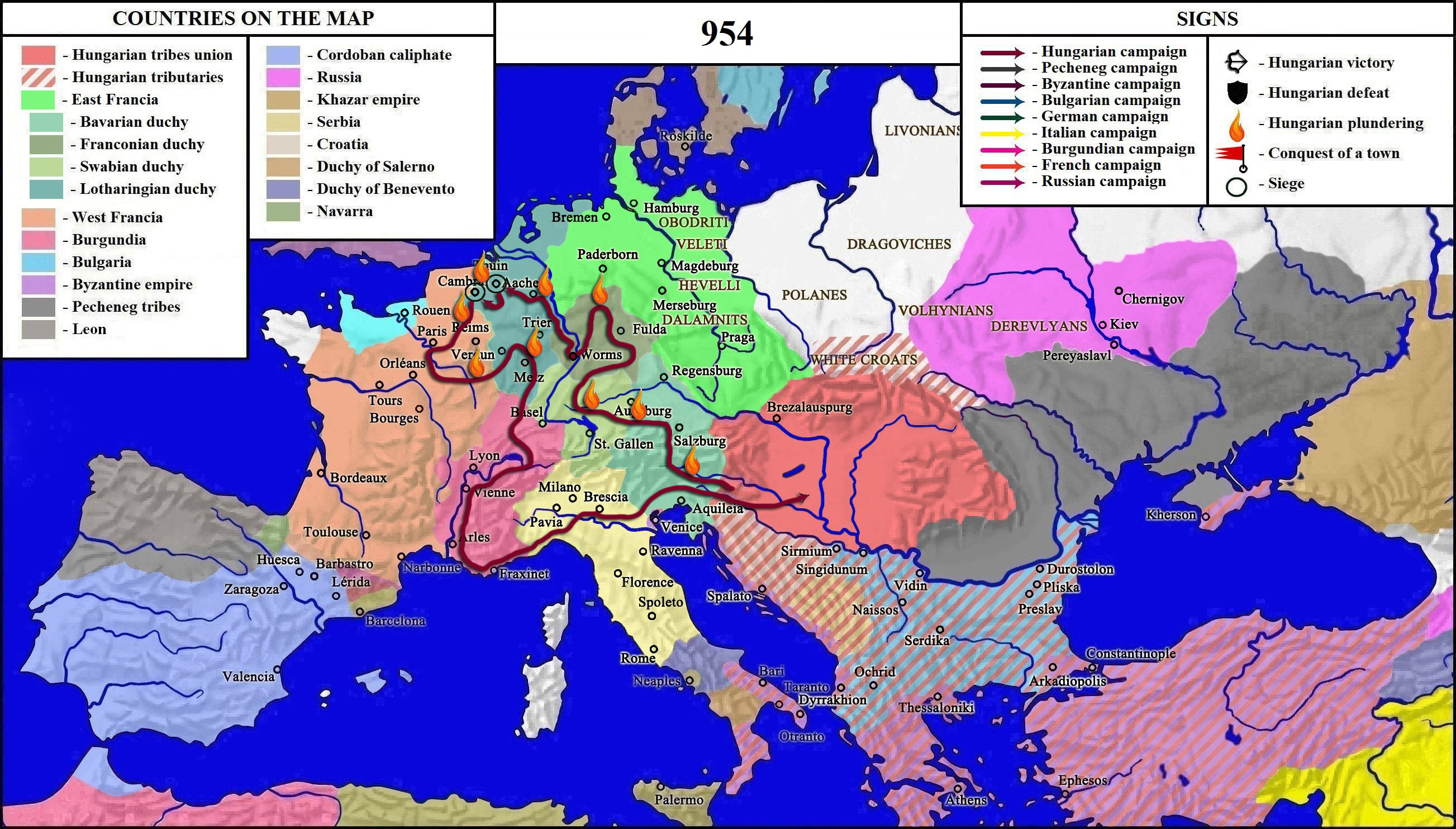
954年的入侵
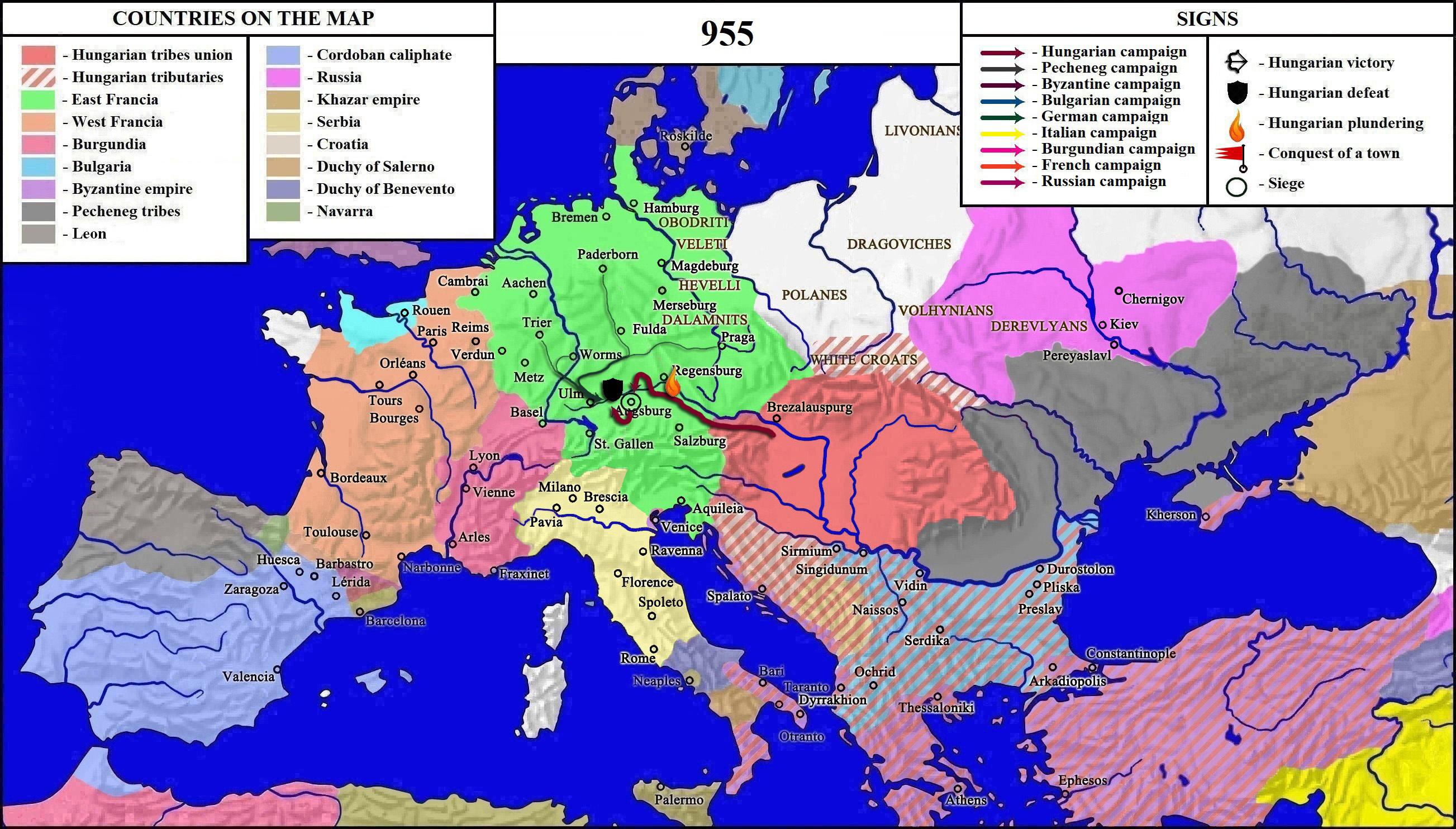
955年的入侵

## 馬扎爾人的国王
1000年，伊什特萬一世被教宗思維二世加冕為國王，是匈牙利第一位國王。

### 阿爾帕德王朝
- 伊什特万一世 1000年－1038年
- 奧爾塞奧羅·彼得 1038年－1041年 
  - 1041年匈牙利贵族进行了第一次大规模叛乱
- 奧鮑·薩穆埃爾 1041年－1044年
  - 亨利三世協助奧爾塞奧羅·彼得 復位
- 奧爾塞奧羅·彼得 1044年-1046年。
  - 1046年匈牙利贵族进行了第二次大规模叛乱
- 安德烈一世 1046年－1061年
- 贝拉一世 1061年－1063年
- 萨拉蒙 1063年－1074年
- 蓋薩一世 1074年－1077年
- 拉斯洛一世 1077年－1095年
- 卡尔曼 1095年－1114年
- 伊什特万二世 1114年－1131年
- 贝拉二世 1131年－1141年
- 蓋薩二世 1141年－1161年
- 伊什特萬三世 1161年－1162年
- 拉斯洛二世 1162年－1163年
- 伊什特萬四世 1163年
- 伊什特萬三世 1163年－1172年
- 貝拉三世 1172年－1196年
- 伊姆雷 1196年－1204年
- 拉斯洛三世 1204年－1205年
- 安德烈二世 1205年－1235年
- 贝拉四世 1235年－1270年
- 伊什特萬五世 1270年－1272年
- 拉斯洛四世 1272年－1290年
- 安德烈三世 1290年－1301年